# Crescent (Salerno)
Il Crescent è un complesso architettonico situato nella città di Salerno, nell'area prospiciente il lungomare Trieste. L'edificio si trova di fronte alla Piazza della Libertà, attigua al porto e alla stazione marittima di Zaha Hadid.

## Storia
Il Crescent fu progettato nel 2007 dall'architetto spagnolo Ricardo Bofill su richiesta del sindaco di Salerno Vincenzo De Luca, in modo da delimitare in forma di semicerchio la collegata piazza della Libertà. Ha una superficie con lunghezza di circa 300 metri, disposti a semicerchio, e con un'altezza di circa trenta metri.
Nel 2011 fu posta la prima pietra del complesso del Crescent, di realizzazione privata, che fu subito al centro di intricate vicende giudiziarie dapprima sotto il profilo ambientale e amministrativo e successivamente anche sotto quello penale.

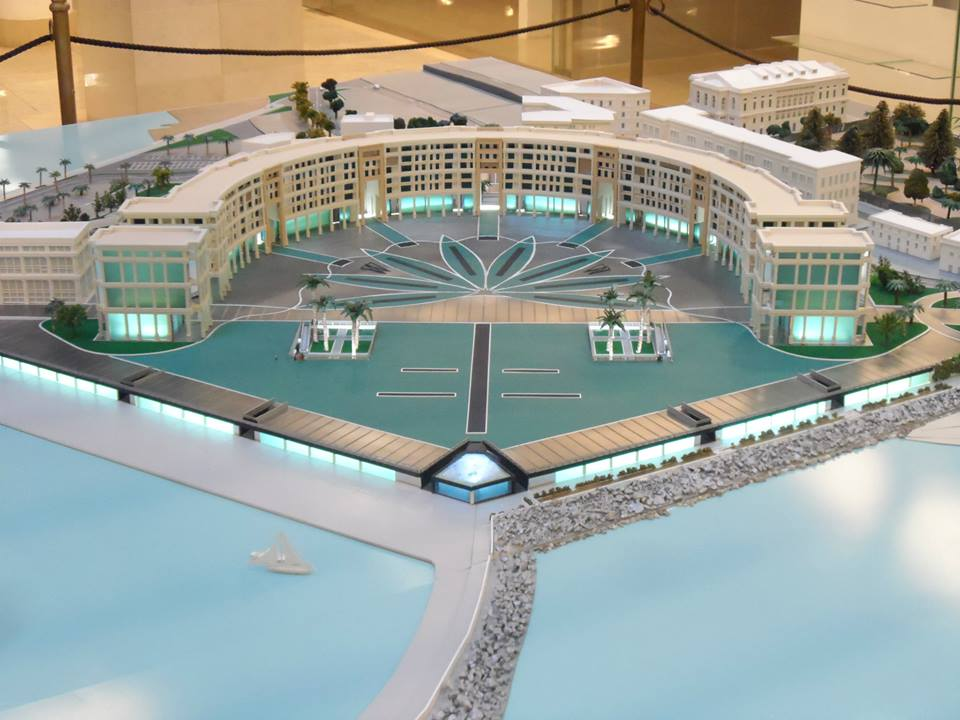
Il plastico del Crescent originario

A conseguenza dell'intervento di autorità governative, le dimensioni del progetto originale di Bofill sono state ridotte con l'eliminazione di due edificazioni laterali per uffici e di altre riduzioni secondarie. La piazza della Libertà ne viene ingrandita, diventando così una delle maggiori in Italia, posizionandosi al 17º posto nella classifica nazionale e la prima in assoluto affacciata direttamente sul mare.
La struttura è stata inaugurata il 20 settembre 2021.
Nella piazza Liberta' di fronte al Crescent vengono fatti concerti musicali di rilevanza nazionale dal 2023.